# 風俗営業等の規制及び業務の適正化等に関する法律
風俗営業等の規制及び業務の適正化等に関する法律（ふうぞくえいぎょうとうのきせいおよびぎょうむのてきせいかとうにかんするほうりつ、昭和23年7月10日法律第122号）は、風俗営業に対する規制、適正化に関する日本の法律である。略称は風営法、風適法、風俗営業法など。
法令番号は昭和23年法律第122号、1948年（昭和23年）7月10日に公布された。主務官庁は警察庁生活安全局保安課で、厚生労働省社会・援護局総務課、内閣府男女共同参画局推進課、法務省人権擁護局調査救済課と連携して執行にあたる。

## 歴史
- 1948年 - 「風俗営業取締法」として制定
  - 戦前には、庁府県令による非常に多くの風俗営業に対する取締規則が存在していたが、1947年の日本国憲法施行の際現に効力を有する命令の規定の効力等に関する法律の規定により、庁府県令の取締規則は同年12月31日をもって失効となった。このことから風俗営業取締上支障があるとして、法案が提出された。[1][2]
  - 1948年制定の旧風俗営業取締法では、風俗営業は以下の3つと定義[3]
    - 待合、料理店、カフエーその他客席で客の接待をして客に遊興又は飲食をさせる営業
    - キヤバレー、ダンスホールその他設備を設けて客にダンスをさせる営業
    - 玉突場、まあじやん屋その他設備を設けて客に射幸心をそそる虞のある遊技をさせる営業
- 1954年 - 風俗営業に「パチンコ店」を追加
- 1955年 - 玉突場（ビリヤード）を、風俗営業取締法の取締りから除外
  - 玉突場が健全な室内スポーツとして運営されており、法令違反も少なかったことから除外に至った。なお、遊戯の結果で賞品を提供することが常態となる等の射幸心をそそる恐れのある遊戯をさせる営業については、現在の5号営業として許可を受けなければならない。[4]
- 1959年4月1日 - 「風俗営業等取締法」に題名改正
- 1966年 - トルコ風呂（現ソープランド）が、同法の規制対象となる。[5]
- 1984年8月14日 - 大幅改正（1985年2月13日施行）
  - 題名を「風俗営業等の規制及び業務の適正化等に関する法律」に改正。営業時間は午前0時まで、のぞき部屋、ファッションマッサージなども届出対象となる。この影響でノーパン喫茶が姿を消す。
  - 麻雀店などを対象に遊技の結果に応じた賞品の提供や換金が禁止されたことにより、賞品を介した賭博が禁止となった。
- 1998年5月 - 大幅改正（一部の規定を除き1999年4月施行）
  - 出張マッサージなど無店舗型の営業や、インターネットでのアダルトビデオ送信営業が届出対象となる。
  - デリバリーヘルスの解禁となった。
  - 社交ダンスが一定の条件下で規制除外となった。
- 2005年11月 - 大幅改正（一部の規定を除き2006年5月1日施行）
  - 罰則強化
  - 公安委員会に営業届を行い、届出確認書を店に備え、客や警察など関係者から提示を求められたら、直ちにそれを提示しなければならない。
  - 営業に関し、客引きをすること、そのために人の前に立ちふさがる・つきまとうなどの行為も禁止。
  - 派遣型ファッションヘルス（デリヘル）やSMクラブに関しては、受付所は店舗とみなされ、住所などの公安委員会への届出が必要となり、営業禁止区域内にある施設は、摘発対象となる。
- 2015年6月 - 大幅改正（一部の規定を除き2016年6月23日施行）
  - ダンスやディスコが風俗営業の構成要件から外れ、以下のように変更される。
    - 1号営業（キャバレー）と2号営業（クラブ・ホストクラブ、キャバクラなど）が新1号営業として統合される。
    - 3号営業（ダンス飲食店）と4号営業（ダンスホール）の規定が廃止。3号営業のうち低照度（10ルクス以下）で営業する店舗のみ「低照度飲食店」として、引き続き風俗営業の許可対象となる。深夜に酒類を提供する場合は、後述の「特定遊興飲食店営業」の対象となる。
    - 5 - 8号営業が新2 - 5号営業となる。

  - 「特定遊興飲食店営業」の規定が追加。深夜に客に遊興をさせ、アルコール飲料を提供する営業が対象となる。
  - 風俗営業における日の出営業の開始時刻が「日の出」から「午前6時」に変更された。

## 概要
風俗営業に関する営業時間、営業区域等を制限し、年少者（18歳未満）の立ち入りを規制することにより、風俗業務の適正化を図ることを目的としている。
5号営業など一部業種に、1984年の新法制定時に「対象設備の概念が不明確であり、犯罪構成要件を規則や政令等に委ねているため、罪刑法定主義に反し、違憲立法である」という批判があった。
営業時間および営業区域は各都道府県の条例で定められることになっており、地域によっては祭礼等で営業時間の延長が公安委員会によって認められている。
例として、石川県のパチンコ店は4月から5月のゴールデンウィーク、6月の金沢百万石まつりの期間中（金沢市内に限る）、8月の旧盆、12月21日から1月10日、はそれぞれの期間で午前1時までの営業が認められている。三重県は12月31日から1月1日にかけて終夜営業が認められている。
法第40条が定める『全国風俗環境浄化協会』は、全国防犯協会連合会である。
本法律は性風俗関連特殊営業の範疇を「異性を相手にした性的サービスを行う店」としているため、同性相手の性的サービスを行う店は対象に含まれず、戸籍上男性のニューハーフが男性客を相手にする場合は対象外で、JKビジネスも本法律の対象外である。

## 対象

### 風俗営業

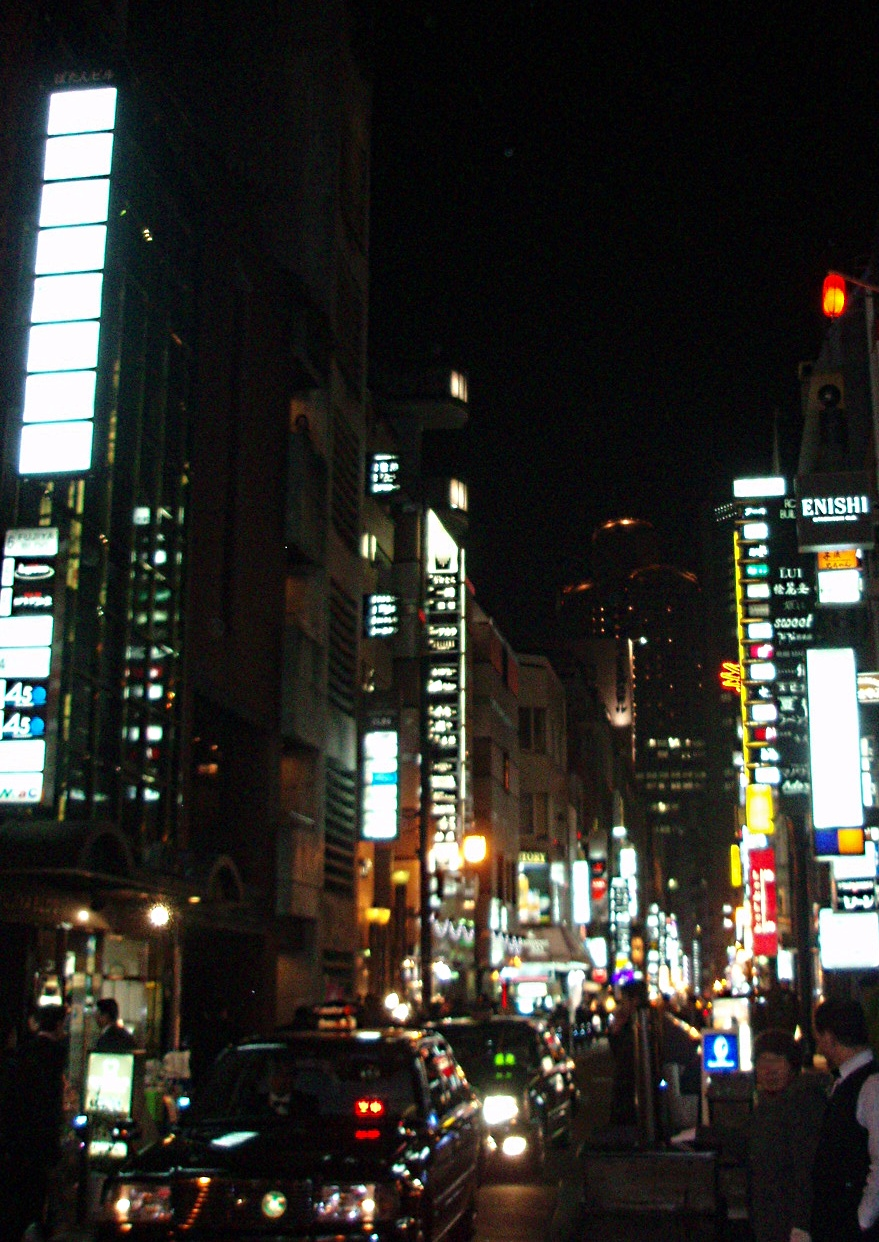
接待営業第1号営業店が林立する大阪府北新地

第2条において定義している。店舗所在地の各都道府県公安委員会の許可を受け営業。
- 接待飲食等営業
  - 1号営業 - 客を接待して飲食させる営業する、キヤバレー、待合、料理店、カフエーその他設備（キャバレー、クラブ、ホストクラブ、キャバクラなど）
  - 2号営業 - 低照度飲食店（10ルクス以下の暗い喫茶店・バー。店員による接待は出来無い。1号営業を除く。）
  - 3号営業 - 区画席飲食店。他から見通すことが困難で広さが五平方メートル以下である客席を設けて営むもの（カップル喫茶）
    - 2005年10月27日の参議院内閣委員会における黒岩宇洋の質問によれば、許可を受けている2号営業（当時は5号営業）は17店、3号営業（当時は6号営業）は6店である。
- その他（遊技場営業）
  - 4号営業 - まあじやん屋（雀荘）、ぱちんこ屋（パチンコ店）など
  - 5号営業 - ゲームセンターなど
    - 「4号営業」と「5号営業」の違いは、「4号営業」が「設備を設けて客に射幸心をそそる恐れのある遊技をさせる営業（遊技方法自体が射幸心をそそる恐れがあるもの）」、「5号営業」は 「遊技設備で本来の用途以外の用途として射幸心をそそる恐れのある遊技に用いることができるもの（遊技方法は射幸心をそそるつもりはないが、遊技設備が本来の用途と別に射幸心をそそる可能性があるもの）」とされている。

### 性風俗関連特殊営業
営業する各都道府県公安委員会に届出をして営業。
- 店舗型性風俗特殊営業
  - 1号営業 - ソープランド
  - 2号営業 - 店舗型性風俗店（ファッションヘルスなど）
  - 3号営業 - ストリップ劇場・ポルノ映画館など
  - 4号営業 - ラブホテル
  - 5号営業 - アダルトショップなど
  - 6号営業 - 政令で定める（2011年1月1日から出会い喫茶が指定された）
- 無店舗型性風俗特殊営業
  - 1号営業 - 派遣型ファッションヘルス
  - 2号営業 - アダルトビデオなど通信販売営業
- 映像送信型性風俗特殊営業（インターネットを利用した画像・映像配信など、性風俗店を紹介する風俗情報のウェブサイトも、これに含まれる場合がある）
- 店舗型電話異性紹介営業（テレフォンクラブなど）
- 無店舗型電話異性紹介営業（携帯電話を利用したテレフォンクラブなど）

### 特定遊興飲食店営業
2015年（平成27年）法改正で制定。店舗所在地の各都道府県公安委員会の許可を受け営業。事業者・地域住民・警察などで設立する「風俗環境保全協議会」の設置が義務づけられた。
ナイトクラブ・ディスコその他の設備を設けて深夜に客に遊興をさせ、酒類を提供する営業のうち、風俗営業でないものが対象となる。上映前の映画館に相当する照度10ルクス以下の店は、低照度飲食店として風俗営業の対象となり、特定遊興飲食店営業ではない。旧風俗第3号営業（ダンス飲食店・66平方メートル以下の営業禁止）の規制撤廃を目的に施行された法律改正であるが、ダンスに限らず「遊興」が対象となった。
しかし、第189回国会での審議でも警察庁答弁では「遊興の定義」について曖昧な答弁に終始し、具体的な言及を一切していない。政省令の内容次第では、これまで規制対象ではなかった、スポーツバー・ライブハウス・カラオケパブなどが、新たに規制強化対象となる可能性がある。
ライブハウスは本来「興行場」として興行場法の適用対象であるが、規制が厳しいことからより許可されやすい「飲食店」として営業する例が多く、「ワンドリンク制」という手法により客が必ず飲食する状態にさせている。行政でも「演奏は飲食店の集客手段」という解釈で運用している。

### 深夜（午前0時 - 午前6時）における酒類提供飲食店営業
深夜営業する場合は、各都道府県公安委員会に届出をして営業。
午前0時から午前6時まで酒類を提供できない業種は本法33条で規定されており、本法33条に該当する店舗は深夜における酒類提供飲食店営業を行うための届出ができない。風俗営業に該当する業種が多く該当している。ファミリーレストランが22時から翌日の6時まで保護者同伴のない18歳未満の青少年の入店を禁止しているのは、本法32条や都道府県によっては青少年保護育成条例の規制による。

## 許可と届出
上記の「風俗営業」を行う場合には、店舗所在地の都道府県の公安委員会に許可申請を行い、許可を受けることを要する。「性風俗関連特殊営業」及び「深夜における酒類提供飲食店営業」を行う場合は、許可ではなく公安委員会への届出を要する。
風営法の改正時に性風俗関連特殊営業の許可制について議論されたが、性風俗営業を公安委員会が「許可」することは適当でなく、実態として性的なサービスを行っているか否かの把握には届出制が妥当とされた。
廃業した場合に公安委員会へ「廃業届」提出を義務付けておらず、届出数と営業店舗数は一致しない。